# Hudson Eight
Der Hudson Eight bezeichnet eine Serie von Achtzylinder-Automobilen, die die Hudson Motor Car Co. in Detroit nur im Modelljahr 1940 fertigte. In diesem Jahr war dies die einfachste Ausführung mit acht Zylindern und wurde auch Modell 44 genannt.
Wie die luxuriöser ausgestattete Variante, der DeLuxe Eight besaß der Eight ein Fahrgestell (2.997 mm) und Erscheinungsbild des Hudson Super Six: Er hatte einen Kühlergrill mit horizontalen Stäben, der die gesamte Fahrzeugbreite einnahm, und in die Kotflügel integrierte Hauptscheinwerfer.
Der seitengesteuerte Reihenachtzylindermotor mit 4.169 cm³ Hubraum (Bohrung × Hub = 76,2 mm × 114,3 mm) leistete 128 bhp (94 kW) bei 4.200/min. Als Aufbauten wurden ein 3-sitziges Coupé, ein 4-sitziges Victoria-Coupé, ein 5-sitziges Coupé-Cabriolet und ein 6-sitziges Limousinencabriolet angeboten, jeweils mit 2 Türen.
1941 entfiel der Eight wieder und wurde durch den Commodore Eight ersetzt.